# Dolophilodes ornatulus
Dolophilodes ornatulus är en nattsländeart som beskrevs av Douglas E. Kimmins 1955. Dolophilodes ornatulus ingår i släktet Dolophilodes och familjen stengömmenattsländor. Inga underarter finns listade i Catalogue of Life.